# أغسطس بورسيج
يوهان فريدريش أوجست بورسيج (بالألمانية: August Borsig)‏ (23 يونيو 1804 - 6 يوليو 1854) رجل أعمال ألمانيًا أسس مصنع بورسيغ-ويرك.
وُلد بورسيج في بريسلاو ( فروتسلاو )، وكان ابن فورمان يوهان جورج بورسيج. بعد أن تعلم تجارة والده، التحق للمرة الأولى بمعهد كونيجليش بروفينزيال كونست- أوند باوشولي ( المدرسة الملكية للفنون والبناء بالمقاطعة)، ثم في خريف عام 1825 بمعهد كونيجليش غويربي (المعهد الملكي للتجارة). تلقى تدريبًا عمليًا على بناء المحركات في Neue Berliner Eisengießerei (مسبك الحديد الجديد في برلين) ، حيث كانت إحدى مهامه الأولى هي تجميع محرك بخاري في واوب جيخ في سيليزيا. بعد الانتهاء بنجاح من هذه المهمة، أصبح مدير المصنع لمدة ثماني سنوات. تزوج في عام 1828 من لويز بال. كان لديهم ابن واحد أسمه ألبرت.

## روابط خارجية
- أغسطس بورسيج في فهرس مكتبة ألمانيا الوطنية
- Alte Borsig GmbH
- http://www.borsig.de